# Aleksey Mikhaylichenko
Aleksey Aleksandrovich Mikhaylichenko ou Oleksiy Oleksandrovych Mykhailychenko - em russo, Aлексей Aлександрович Михайличенко e, em ucraniano, Олексій Олександрович Михайличенко (Kiev, 30 de Março de 1963) - é um ex-futebolista ucraniano, campeão olímpico em Seul 1988.

## Carreira

### Inicio
Debutou em 1981, no Dínamo Kiev, vindo das categorias de base do clube. Participou da gloriosa década de 80 da equipe, conquistando três vezes o campeonato soviético e uma Recopa Européia.

### Seleção e Ouro olímpico
Seu auge ocorreu no ano de 1988: pela Seleção Soviética, pela qual estreara no ano anterior, foi destaque no vice-campeonato da Eurocopa e da conquista do ouro nas Olimpíadas daquele ano, terminando como eleito o melhor jogador soviético da temporada, em prêmio de seu país, e quarto melhor europeu, pela France Football.
Era presença certa na Copa do Mundo de 1990, mas uma lesão às vésperas da competição resultou no seu corte. Entretanto, no mesmo ano Mykhailychenko iniciou uma raríssima série de três títulos em campeonatos de três ligas distintas: em 1990, faturou pelo Dínamo seu terceiro campeonato soviético; no ano seguinte, seria campeão italiano pela Sampdoria, embora a falta de ambientação pessoal dele e da esposa na Itália e à própria língua italiana logo rendesse nova transferência;  em 1992, agora pelo Rangers, chegaria a um título do campeonato escocês. No mesmo ano jogou sua segunda Eurocopa, pela Seleção da CEI.
A preparação à Euro bem como sua carreira no exterior inviabilizou que ele integrasse a recém-criada seleção ucraniana nas três primeiras partidas dela, ocorridas no mesmo período, sob contexto de falta de recursos financeiros da Associação Ucraniana de Futebol - o que limitou as primeiras convocações a atletas que permaneciam no campeonato ucraniano. Gradualmente, Mykhailychenko e outros ucranianos de sucesso no exterior puderam começar a ser aproveitados pela Ucrânia, embora outros nativos optassem em defender a seleção russa.
Mykhailychenko defendeu o Rangers até encerrar a carreira, em 1996, conquistando nesse tempo outros dois títulos escoceses, chegando a atuar com seu compatriota Oleh Kuznetsov na equipe de Glasgow.

### Como Treinador
Já em 1997 iniciou carreira em comissões técnicas, sendo assistente de Valeriy Lobanovs'kyi no Dínamo Kiev, tornando-se técnico do clube após o falecimento deste, em 2002. Após a independência da Ucrânia, preferiu defender a sua seleção - o que o fez em duas ocasiões, até 1994 -, ao contrário de outros atletas do país, que escolheram a Rússia.
Desde 2004, vinha sendo técnico da seleção sub-21 de seu país e foi alçado à técnico da seleção principal da Ucrânia no início de 2008, substituindo Oleh Blokhin. Esteve perto de repetir o feito de seu antecessor e classificar a Seleção Ucraniana para uma Copa, fazendo o país superar a mais tradicional Croácia na vaga para uma das repescagens para a mundial de 2010. Entretanto, o país foi eliminado ao perder em casa para a Grécia, após ter conseguido um 0 x 0 fora de casa. Seu contrato acabou não renovado.